# Curica-de-chapéu-preto
A curica-de-chapéu-preto (Pyrilia caica), também conhecida como curica-caica, é uma ave psitaciforme da família dos psitacídeos, nativa da região da Amazônia. Tais aves chegam a medir até 23 cm de comprimento e possuem plumagem verde com cabeça negra e colar amarelo. Também são conhecidas pelo nome de papagainho.